# ヨシフ・スターリンの死と国葬
ヨシフ・スターリンの死と国葬（ヨシフ・スターリンのしとこくそう）では第2代ソビエト連邦最高指導者ヨシフ・スターリンの1953年3月5日、脳卒中が原因となったクンツェヴォ・ダーチャにおける74歳での死と国葬、4日間の国民的服喪の経緯について述べる。その後、スターリンの遺体は防腐処理され、1961年までレーニン＝スターリン廟に安置されていた。ニキータ・フルシチョフ、ゲオルギー・マレンコフ、ヴャチェスラフ・モロトフ、ラヴレンチー・ベリヤが葬儀を取り仕切った。

## 病と死

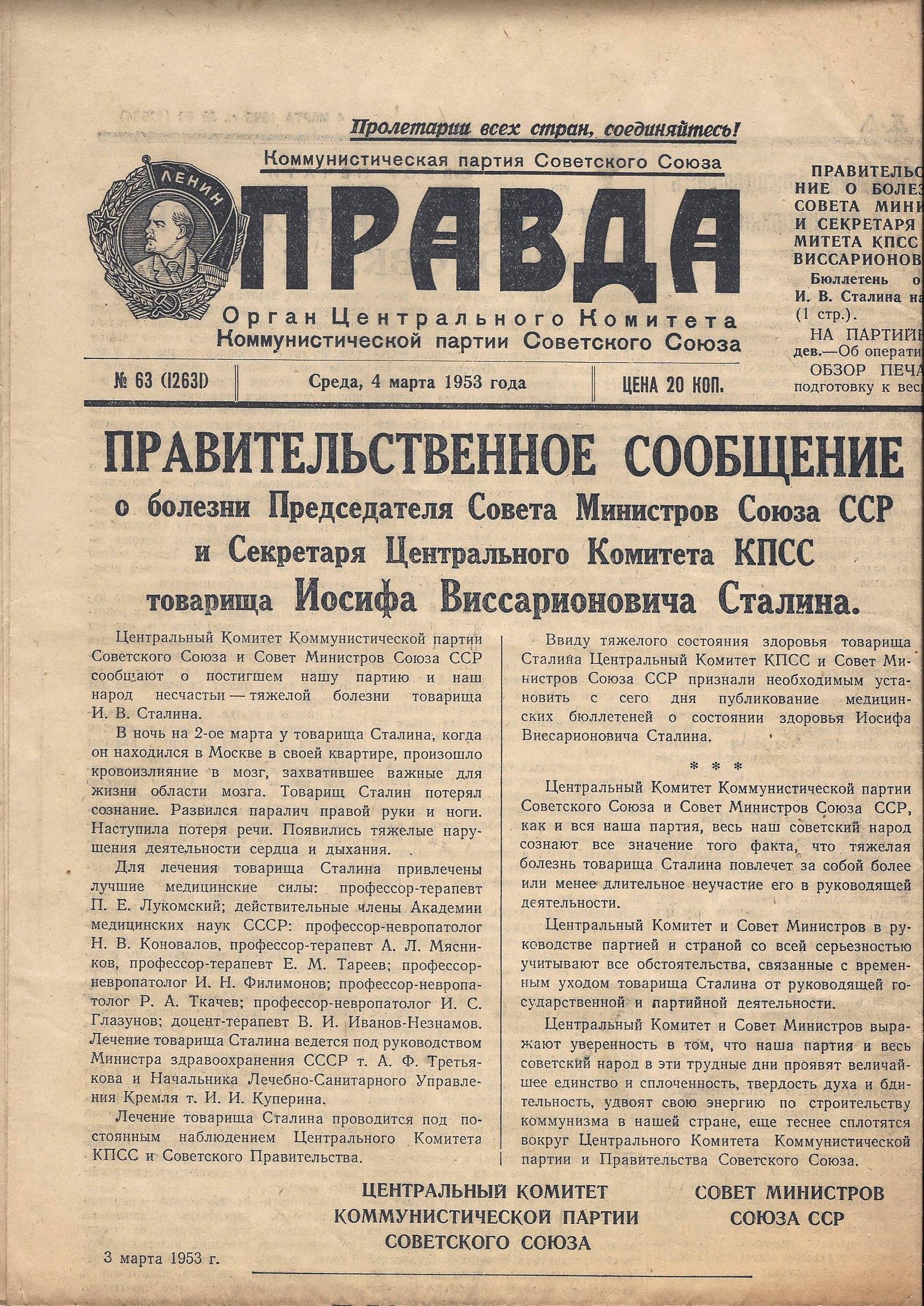
プラウダに掲載されたスターリンの病状に関する初の報道。脳卒中発症の3日後で死の前日にあたる1953年3月4日付のプラウダ63号（12631）。

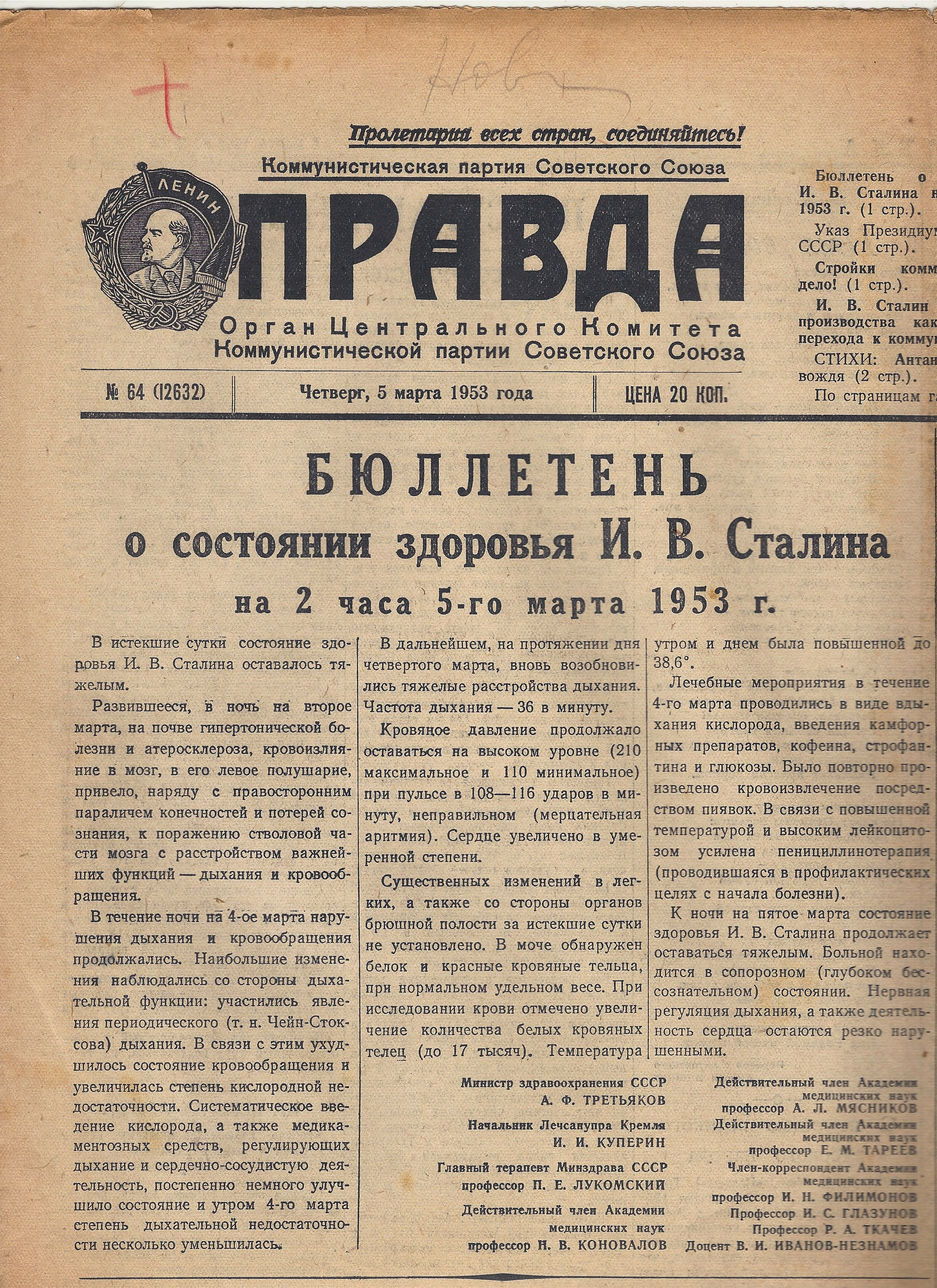
3月1日の脳卒中発症の4日後から没する7時間前に至るスターリンの病状に関する報道。1953年3月5日付のプラウダ64号（12632）。

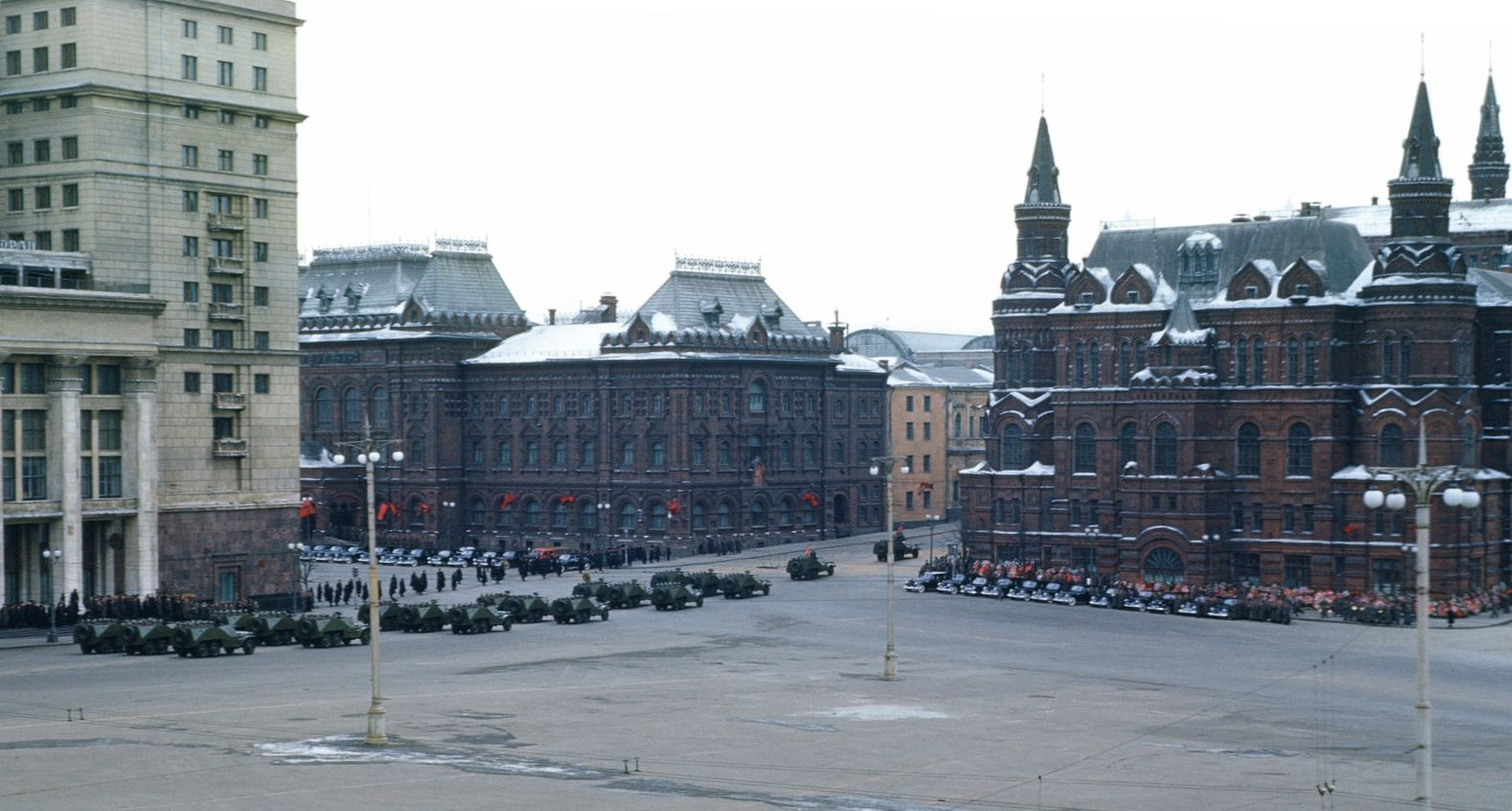
赤の広場に向かう装甲兵員輸送車

スターリンの健康状態は、第二次世界大戦の終わり頃から悪化していった。慢性的な喫煙によるアテローム性動脈硬化により1945年5月の戦勝パレードの時期に軽い脳卒中が起こり、1945年10月には重度の心臓発作に見舞われていた。

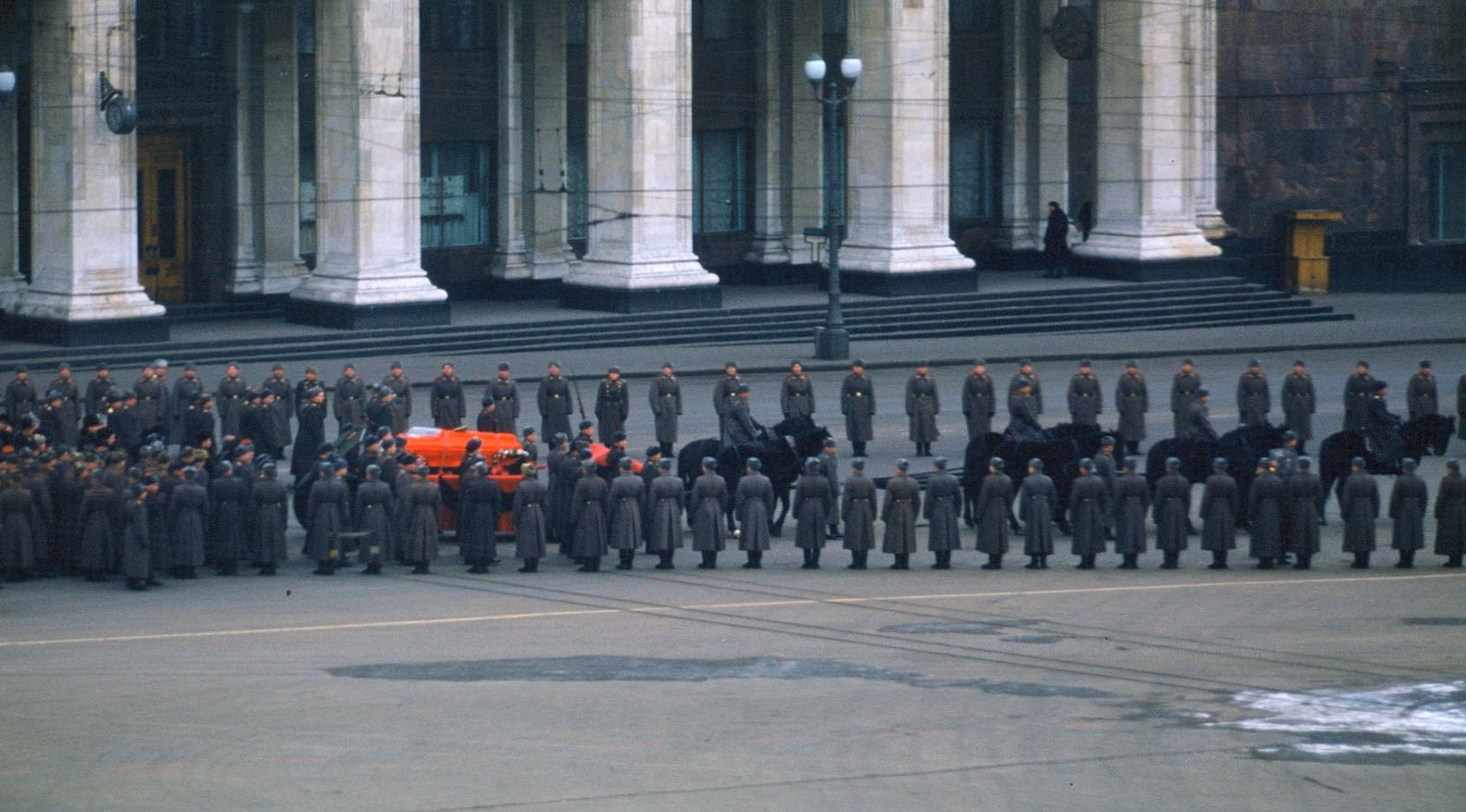
スターリンの葬列

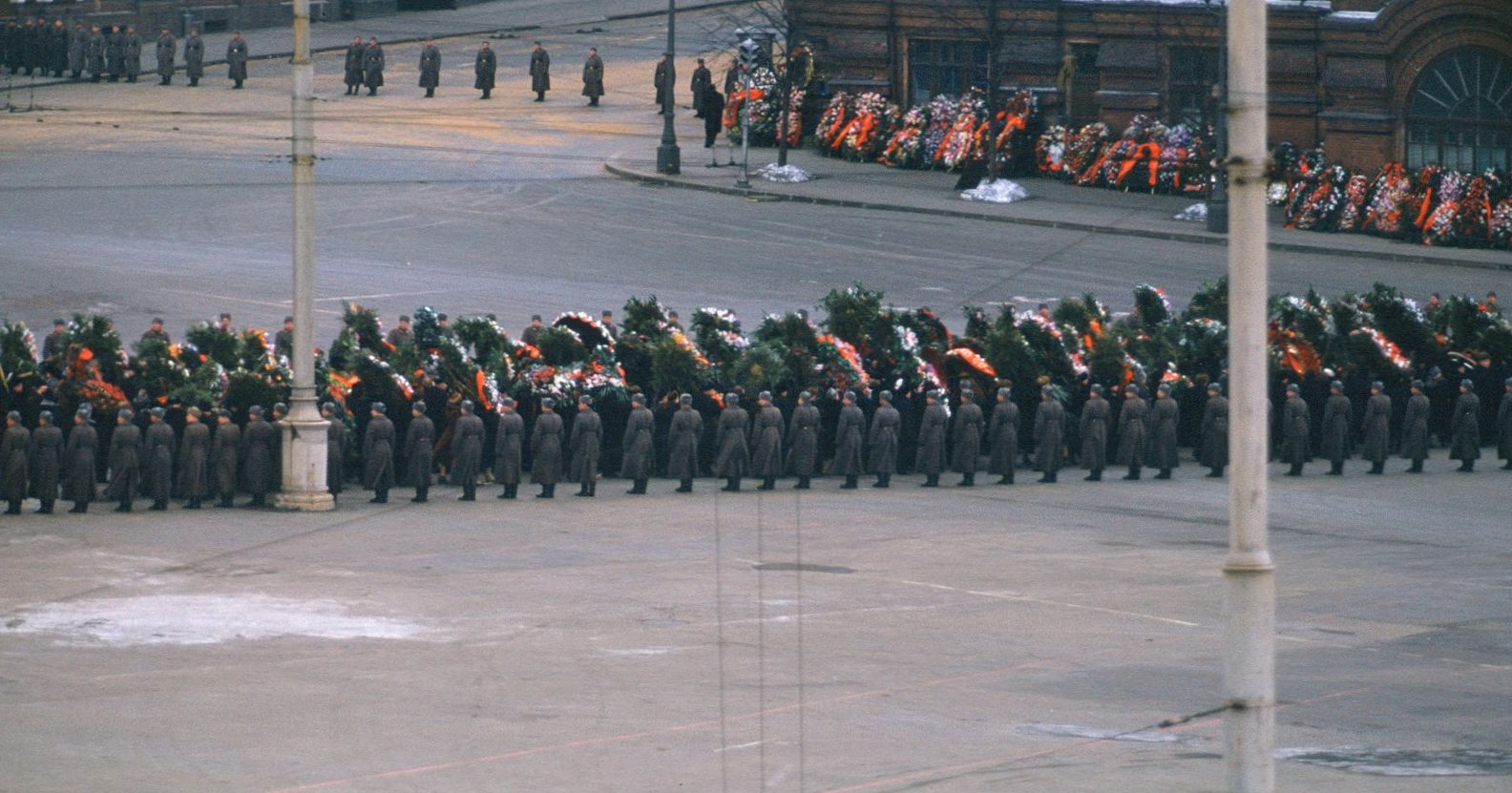
葬列の花環

スターリンの人生の最期の3日間は、ソ連当局による最初の公式発表の媒体となった『プラウダ』で詳細に記述され、その後すぐに「ソビエト報道の最新要約」で完全な英訳版が発表された。ヴォルコゴノフの記述によれば、1953年2月28日、スターリンと、マレンコフ、ブルガーニン、ベリヤ、フルシチョフら少数の側近が集まり、夜間の宴会を楽しんだ。翌3月1日午前4時頃、客たちは解散し、スターリンは自室に戻った。「呼び出されるまで、邪魔をしてはならない」という厳しい指示が出された。その日は一日中呼び出しがなかった。午後11時頃、家政婦が注意深く彼の部屋に入ると、パジャマ姿のスターリンが床に横たわっていた。 意識はなく、息も荒く、失禁しており、呼びかけても反応がなかった。呼ばれたベリヤは、スターリンを見るなり、意識不明は酒が原因だと言って去っていった。

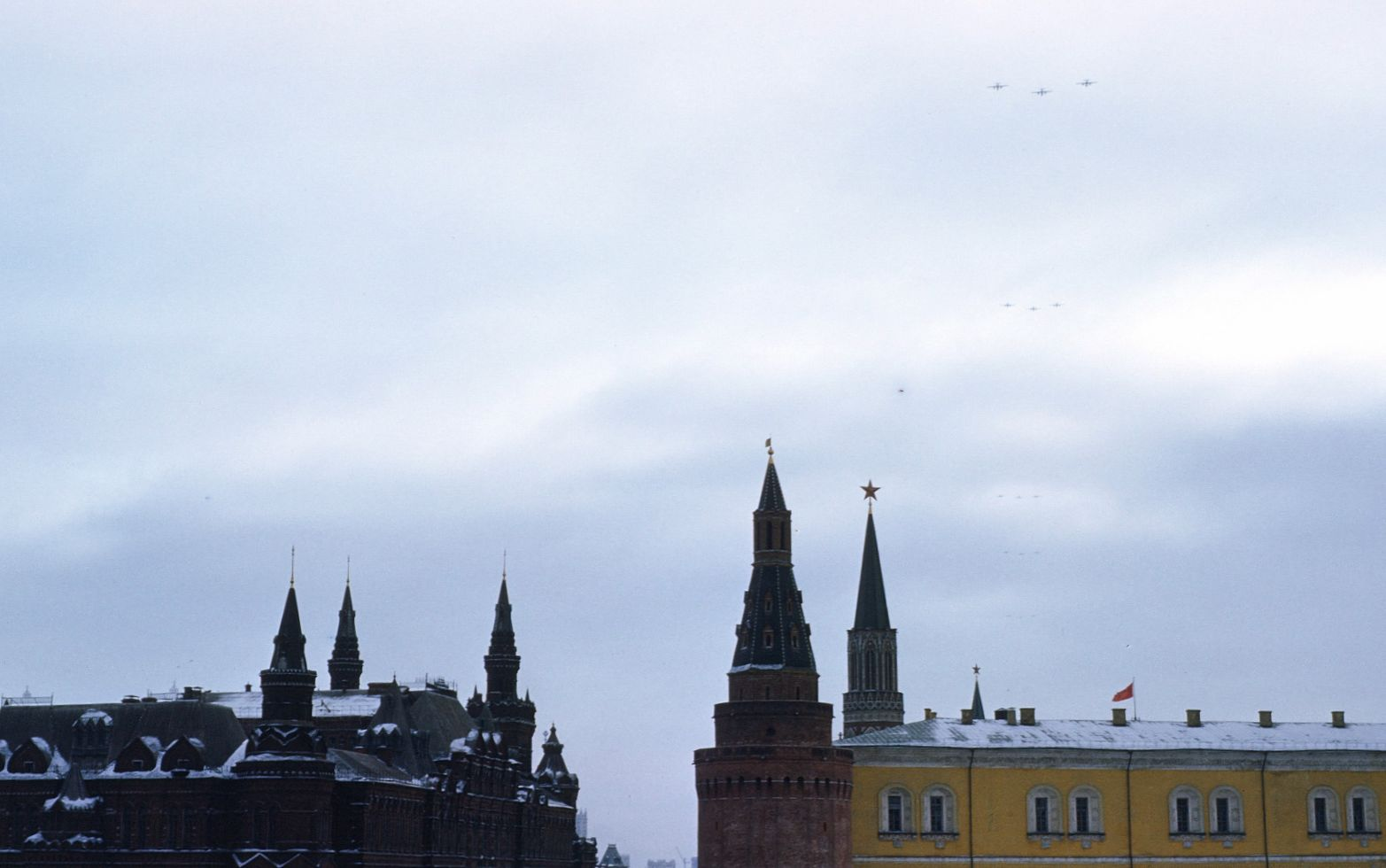
ソ連空軍による分列飛行

3月2日午前7時、ベリヤと医学専門家たちが召集され、スターリンの診察を行った。診察の結果、血圧110-190、右半身麻痺が認められた事から、高血圧症の既往歴があったスターリンは、左中大脳動脈の出血性脳卒中を起こしたと診断された。 その後、スターリンは様々な治療を受け、120-210まで上昇した血圧を下げるため、2日間で8匹のヒルを2回に分けて首と顔に当てられた。しかし、病状は悪化の一途をたどり、3月5日午後9時50分に死亡した。
その後、遺体は詳細不明の場に運ばれて解剖を受け、その後、公開安置のために防腐処理が施された。解剖報告書の原本は最近まで発見されなかった。 しかし、最も重要な所見は、1953年3月7日の『プラウダ』の特別速報で、次のように報告されている。

## ベリヤとの関係
モロトフに「私が彼をやっつけた」と言った事でベリヤに疑惑の目が向けられたが、スターリンの治療を故意に遅らせたと思われるベリヤの陰謀を示唆する物はなく、検死の際に見られた身体的変化は、以上の通り脳卒中患者に一般的に見られる脳の変化と一致していた。ベリヤの息子であるセルゴ・ベリヤはスターリンの死後、母のニーナが夫に「あなたの立場は、スターリンが生きていた時よりもさらに不安定になっている」と伝えたと後に語っている。数ヵ月後の1953年6月、ベリヤは逮捕されてさまざまな罪で起訴されたが、スターリンの死に関連した罪はなかった。その後、彼はかつての政治局の同僚たちの命令で処刑されたが、それがいつ、どこで行われたかについては、相互に食い違う異説が存在する。

## 国葬
3月6日、スターリンの遺体が入れられた棺は労働組合会館の円柱の間に安置され、3日間そこに留まっていた。 3月9日、スターリンの遺体は赤の広場に運ばれ、フルシチョフ、マレンコフ、モロトフ、ベリヤが演説を行い、その後、要人たちによってレーニン廟に運ばれたスターリンの遺体は、ウラジーミル・レーニンの遺体の横で1961年まで安置された。
モスクワ時間の正午にスターリンの遺体が安置され、クレムリンのスパスカヤ塔の鐘が時を告げると同時に、クレムリンからは21発の弔砲が発射され、ソ連全土でサイレンとクラクションが鳴り響き、黙祷が捧げられた。他の東欧諸国、中国、モンゴル、北朝鮮でも同様の行事が行われた。黙祷が終わるとすぐに軍楽隊がソ連国歌を演奏し、その後、スターリンを称えてモスクワ軍管区の部隊による分列行進が行われた。 スターリンの棺に告別するため集まった市民たちが将棋倒しになり、押しつぶされたり、踏みつけられたりして圧死する者が相次いだ。後にフルシチョフはこの事故で109人の群衆が死亡したという数字を出しているが、実際の死亡者数は数千人に上る可能性もある。

## 国葬に参列した外国要人
アガニョークによれば、国葬の参列者には以下の外国要人が含まれていた。
- ゲオルゲ・ゲオルギュ＝デジ - ルーマニア労働者党書記長・ルーマニア閣僚評議会議長
- ボレスワフ・ビェルト - ポーランド統一労働者党書記長・ポーランド首相
- コンスタンチン・ロコソフスキー - ポーランド国防相
- ヴァルター・ウルブリヒト - ドイツ社会主義統一党第一書記
- ドロレス・イバルリ - スペイン共産党書記長
- オットー・グローテヴォール - ドイツ民主共和国（東ドイツ）閣僚評議会議長
- マックス・ライマン（英語版） - 西ドイツ共産党書記長
- ヴルコ・チェルヴェンコフ - ブルガリア人民共和国閣僚評議会議長
- ラーコシ・マーチャーシュ - ハンガリー勤労者党第一書記・ハンガリー首相
- ピエトロ・ネンニ - イタリア社会党書記長
- パルミーロ・トリアッティ - イタリア共産党書記長
- ジャック・デュクロ（英語版） - フランス共産党書記長代行
- クレメント・ゴットワルト - チェコスロバキア大統領・チェコスロバキア共産党書記長
- スピロ・コレカ（英語版） - アルバニア人民共和国副首相
- 周恩来 - 中華人民共和国政務院総理
- ウルホ・ケッコネン - フィンランド首相[21]
- ユムジャーギィン・ツェデンバル - モンゴル人民革命党書記長・モンゴル閣僚会議議長
- ハリー・ポリット - グレートブリテン共産党書記長
- ヨハン・コプレニッヒ（英語版） - オーストリア共産党議長
- ジーザス・ラヴァ（英語版） - フィリピン共産党 (PKP)議長代行

チェコスロバキアの指導者ゴットワルトは、スターリンの葬儀に参列した直後の1953年3月14日に、動脈が破裂して死亡した。

## その他の外国からの反応
- アルバニアのエンヴェル・ホッジャ首相やメフメット・シェフー副首相はアルバニア労働党内の政敵の動きを恐れ、葬儀に出席するためにモスクワに出向く危険を冒さなかった。その代わりにホッジャは故人となったソビエトの指導者に永遠の忠誠を誓った[23]。
- グアテマラのハコボ・アルベンス・グスマン政権はスターリンを「偉大な政治家、指導者であり......その死はすべての進歩的人士によって嘆かれている」と賞賛する談話を発し[24]、グアテマラ議会は「1分間の黙祷」でスターリンに敬意を表した[25]。